# Astiosoma flaveolum
Astiosoma flaveolum är en tvåvingeart som först beskrevs av Daniel William Coquillett 1898.  Astiosoma flaveolum ingår i släktet Astiosoma och familjen smalvingeflugor. Inga underarter finns listade i Catalogue of Life.